# Myriam Décroze
Myriam Décroze (* 24. Dezember 1963 in Aix-les-Bains, Frankreich) ist eine französische Künstlerin in den Bereichen Malerei, Skulptur, Textil.

## Leben
Myriam Décroze ist in Savoyen aufgewachsen. Nachdem sie 1982 in Belley (Region Rhône-Alpes) das Abitur absolviert hatte, studierte sie von 1982 bis 1984 an der Kunstakademie Mâcon, danach bis 1987 in Aix-en-Provence mit dem Abschluss Diplôme National Supérieur d’Expression Plastique (D.N.S.E.P.). Von Januar 1988 bis Juli 1988 arbeitete sie als Grafikerin bei Hubert Nyssen in dessen Verlag Actes Sud, einem renommierten Verlag für europäische Literatur in Arles. Danach ging sie mit einem Stipendium des Deutschen Akademischen Austauschdienstes (DAAD) an die Hochschule der Künste Berlin, ab 1990 erfolgte dort bis 1992 ein Aufbaustudium in Textilgestaltung (Barbara Erdmann). Zwischen September 1993 bis April 1995 absolvierte sie an der Université du Québec à Montréal (Kanada) den Abschluss zum Master of Fine Arts. Von Januar 1997 bis August 1997 war Décroze Artist in Residence der Kunststiftung Starke im Löwenpalais in Berlin-Grunewald.
Ihre Arbeiten und Formen stellen für Décroze „Anleihen aus der Natur dar“, sie sagt: „Das Material und zugleich der Sinn meiner Arbeit stammt aus der Realität. Dies ist die Grundlage meines Schaffens. Sobald das Objekt installiert ist, integriert es sich.“ So entstehen und entstanden großartige Objekte, die seit 1987 in vielen Ausstellungen zu sehen sind. Hauptsächliche Materialien ihres Schaffens sind Holz. Metall und Textil oder Federn, dazu kommen Teer, Lack, Filz und Wachs, aber auch Kunststoff, Silikon oder Beton. Auf Leinwänden verwendet sie gerne Mischtechniken. Überdies hat sich Décroze einen Namen als Bühnenbildnerin gemacht.
Décroze ist in ihrem Denken und Schaffen literarisch und philosophisch beeinflusst, sie stützt sich dabei hauptsächlich auf Henri Bergson, Gilles Deleuze, Maurice Merleau-Ponty, Paul Valéry oder Paul Virilio, aber auch auf Hubert Nyssen. In der Bildenden Kunst bedeutet ihr Joseph Beuys viel.
Myriam Décroze war in Berlin verheiratet und hat einen Sohn, sie lebt und arbeitet in Frankreich. Als Dozentin unterrichtet sie an der École des Beaux-Arts du Genevois. Ihre Werke werden unter anderem im Musée des Beaux-Arts in Chambéry gezeigt.

## Ausstellungen/Bühnenbilder
- 1987: Gruppenausstellung „L’Art en passant“ in Marseille.
- 1987: Einzelausstellung (Radierungen) Centre de Transfusion Sanguine, Chambéry.
- 1988: Bühnenbild für „L’École des Femmes“ (Die Schule der Frauen (Molière)), Conservatoire d’Art Dramatique de Marseille.
- 1989: Bühnenbild für „R… wie Rosa“; Museum am Checkpoint Charlie in Berlin.
- 1989: Gruppenausstellung „Skulpturen und Köstüme“ im Bahnhof Westend in Berlin.
- 1989: Einzelausstellung in der „Galerie Berliner Zimmer“ in Berlin.
- 1991: Teilnahme am Videoprojekt „Museum Run“ in der „Galerie Berliner Zimmer“ in Berlin.
- 1991: Bühnenbild für „Der Menschenfeind“ („Le Misanthrope“ von Molière) in der Hochschule für Film und Fernsehen Potsdam.
- 1992: Einzelausstellung „Objekte“ in der „Neuen Galerie“ der „Hochschule der Künste“ in Berlin.
- 1993: Gruppenausstellung „Textile Räume“ in der „Neuen Galerie der Hochschule der Künste“ in Berlin.
- 1993: Teilnahme an der „4. Biennale der europäischen Kunsthochschulen“ in Maastricht (Niederlande).
- 1993: Gruppenausstellung „Intervall 93 – Projektionen“ in der „Quergalerie“ der „Hochschule der Künste“ in Berlin.
- 1995: Einzelausstellung im „Französischen Konsulat“ in Montréal (Kanada).
- 1995: Einzelausstellung „Installation“ in der „Galerie Espace 512“, Le Belgo in Montréal.
- 1995: Gruppenausstellung „Schuhkunst – Kunstschuh“ in der „Kunstbibliothek der Staatlichen Museen zu Berlin“.
- 1995: Gruppenausstellung „Skulpturen IV“ im „GEHAG FORUM“ in Berlin.
- 1996: Gruppenausstellung „bleibende momente“ in der „Galerie Haus am Lützowplatz“ in Berlin.
- 1999: Mit François Cadière „Les Liposhommes“ im „Maison de France“ in Berlin.
- 2000: Objektdesign für Berlin com.de
- 2005: Mit Georges Castagné „Champ des Obliques, Chant des Obliques“, in der „Galerie du Larith“ (G.L.A.C.E.) in Chambéry.
- 2006: Gruppenausstellung „AOC“ – „art d’origine contemporaine“, „Assoziation zeitgenössischer Künstler“ in der Galerie „27 La Robertsau“ in Rumilly.
- 2007: Gruppenausstellung „Vous avez dit baroque?“, „Assoziation zeitgenössischer Künstler“ in der Galerie „27 La Robertsau“ in Rumilly.
- 2007: Gruppenausstellung „un été nochalant“, „Assoziation zeitgenössischer Künstler“ in der Galerie „27 La Robertsau“ in Rumilly.
- 2009: Gruppenausstellung „Objectif Mars“ in der Galerie „27 La Robertsau“ in Rumilly.